# Saison 1998 von Super 12
Die Saison 1998 war die dritte Ausgabe von Super 12, einem Rugby-Union-Wettbewerb mit zwölf Franchise-Mannschaften aus Australien, Neuseeland und Südafrika.
In dieser Saison führte die South African Rugby Union (SARU) ebenfalls feste Super-12-Franchises statt der bisherigen Provinzmannschaften ein. Dies waren die Coastal Sharks, Golden Cats, Northern Bulls und Western Stormers. Damit gab es nun auch zwischen den südafrikanischen Mannschaften keine Relegation mehr.
Es wurden insgesamt 69 Spiele ausgetragen, wobei jede Mannschaft eine Round Robin gegen die elf anderen Mannschaften austrug. Es folgten zwei Halbfinalspiele und schließlich das Finale. Meister wurden zum ersten Mal die Crusaders aus der neuseeländischen Stadt Christchurch.

## Ergebnisse

### Tabelle
M = Amtierender Meister
|     | Team                  | Spiele | Siege | Unent. | Ndlg. | Spiel- punkte | Diff. | Bonus- punkte | Tabellen- punkte |
| --- | --------------------- | ------ | ----- | ------ | ----- | ------------- | ----- | ------------- | ---------------- |
| 01. | Auckland Blues (M)    | 11     | 9     | 0      | 2     | 388:296       | + 92  | 7             | 43               |
| 02. | Canterbury Crusaders  | 11     | 8     | 0      | 3     | 340:260       | + 80  | 9             | 41               |
| 03. | Coastal Sharks        | 11     | 7     | 0      | 4     | 329:263       | + 66  | 8             | 36               |
| 04. | Otago Highlanders     | 11     | 7     | 0      | 4     | 343:279       | + 64  | 6             | 34               |
| 05. | Queensland Reds       | 11     | 6     | 1      | 4     | 273:229       | + 44  | 5             | 31               |
| 06. | NSW Waratahs          | 11     | 6     | 1      | 4     | 306:276       | + 30  | 4             | 30               |
| 07. | Waikato Chiefs        | 11     | 6     | 0      | 5     | 279:291       | − 12  | 5             | 29               |
| 08. | Wellington Hurricanes | 11     | 5     | 0      | 6     | 313:342       | − 29  | 6             | 26               |
| 09. | Western Stormers      | 11     | 3     | 0      | 8     | 248:364       | − 116 | 6             | 18               |
| 10. | ACT Brumbies          | 11     | 3     | 0      | 8     | 228:308       | − 80  | 4             | 20               |
| 11. | Northern Bulls        | 11     | 3     | 0      | 8     | 249:306       | − 57  | 4             | 16               |
| 12. | Golden Cats           | 11     | 2     | 0      | 9     | 266:346       | − 80  | 7             | 15               |

Die Punkte werden wie folgt verteilt:
- 4 Punkte bei einem Sieg
- 2 Punkte bei einem Unentschieden
- 0 Punkte bei einer Niederlage (vor möglichen Bonuspunkten)
- 1 Bonuspunkt für vier oder mehr Versuche, unabhängig vom Endstand
- 1 Bonuspunkt bei einer Niederlage mit weniger als sieben Punkten Unterschied

### Halbfinale
| 23. Mai 1998 | Auckland Blues                                                                               | 37 : 31         | Otago Highlanders                                                                                      | Eden Park, Auckland Schiedsrichter: Tappe Henning (Südafrika) |
| 23. Mai 1998 | Versuche: Cashmore (2), Vidiri, Stensness Erhöhungen: Cashmore (4) Straftritte: Cashmore (3) | (20:16) Bericht | Versuche: Maka, Wilson, Randell Erhöhungen: Culhane (1), Brown (1) Straftritte: Culhane (3), Brown (1) | Eden Park, Auckland Schiedsrichter: Tappe Henning (Südafrika) |

| 24. Mai 1998 | Canterbury Crusaders                                                                      | 36 : 32         | Coastal Sharks                                                                                  | Lancaster Park, Christchurch Schiedsrichter: Peter Marshall (Australien) |
| 24. Mai 1998 | Versuche: Berryman (2), Gibson, Lilley Erhöhungen: Mehrtens (2) Straftritte: Mehrtens (4) | (23:10) Bericht | Versuche: Le Roux (2), Payne, Putt, Terblanche Erhöhungen: Joubert (2) Straftritte: Joubert (1) | Lancaster Park, Christchurch Schiedsrichter: Peter Marshall (Australien) |

### Finale
| 30. Mai 1998 | Auckland Blues                                                                                 | 13 : 20       | Canterbury Crusaders                                                       | Eden Park, Auckland Schiedsrichter: Paddy O’Brien (Neuseeland) |
| 30. Mai 1998 | Versuche: Christian Erhöhungen: Cashmore (1) Straftritte: Cashmore (1) Dropgoals: Cashmore (1) | (0:3) Bericht | Versuche: Kerr, Maxwell Erhöhungen: Mehrtens (2) Straftritte: Mehrtens (2) | Eden Park, Auckland Schiedsrichter: Paddy O’Brien (Neuseeland) |

| 15                 | Adrian Cashmore   |
| 14                 | Joeli Vidiri      |
| 13                 | Eroni Clarke      |
| 12                 | Lee Stensness     |
| 11                 | Caleb Ralph       |
| 10                 | Carlos Spencer    |
| 09                 | Ofisa Tonu’u      |
| 08                 | Xavier Rush       |
| 07                 | Mark Carter       |
| 06                 | Michael Jones (c) |
| 05                 | Royce Willis      |
| 04                 | Robin Brooke      |
| 03                 | Olo Brown         |
| 02                 | James Christian   |
| 01                 | Craig Dowd        |
| Auswechselspieler: |                   |
| 16                 | Jason Spice       |
| 17                 | Brian Lima        |
| 18                 | Hayden Taylor     |
| 19                 | Andrew Blowers    |
| 20                 | Leo Lafaialiʻi    |
| 21                 | Lee Lidgard       |
| 22                 | Andrew Roose      |

| 15                 | Daryl Gibson        |
| 14                 | James Kerr          |
| 13                 | Tabai Matson        |
| 12                 | Mark Mayerhofler    |
| 11                 | Norm Berryman       |
| 10                 | Andrew Mehrtens     |
| 09                 | Aaron Flynn         |
| 08                 | Steve Surridge      |
| 07                 | Scott Robertson     |
| 06                 | Todd Blackadder (c) |
| 05                 | Norm Maxwell        |
| 04                 | Reuben Thorne       |
| 03                 | Stu Loe             |
| 02                 | Mark Hammett        |
| 01                 | Kevin Nepia         |
| Auswechselspieler: |                     |
| 16                 | Daryl Lilley        |
| 17                 | Tony Marsh          |
| 18                 | Blair Feeney        |
| 19                 | Angus Gardiner      |
| 20                 | Steve Lancaster     |
| 21                 | Greg Feek           |
| 22                 | Ace Tiatia          |

## Statistik

### Meiste erzielte Versuche
|    | Spieler           | Team              | Versuche |
| -- | ----------------- | ----------------- | -------- |
| 1. | Stefan Terblanche | Natal Sharks      | 10       |
| 1. | Joeli Vidiri      | Auckland Blues    | 10       |
| 1. | Jeff Wilson       | Otago Highlanders | 10       |

### Meiste erzielte Punkte
|    | Spieler         | Team                  | Punkte |
| -- | --------------- | --------------------- | ------ |
| 1. | Andrew Mehrtens | Canterbury Crusaders  | 206    |
| 2. | Adrian Cashmore | Auckland Blues        | 180    |
| 3. | Jon Preston     | Wellington Hurricanes | 112    |
| 4. | John Eales      | Queensland Reds       | 109    |
| 5. | Henry Honiball  | Coastal Sharks        | 097    |